# Camillo Sitte
Camillo Sitte (født 17. april 1843, død 16. november 1903) var en østrigsk arkitekt, byplanlægger og maler.

## Liv og gerninger
Camillo Sitte blev født i Wien som eneste søn af arkitekten Franz Sitte og hans hustru Theresia. Fra 1864 til 1869 studerede han ved ved Technische Hochschule Wien hos bl.a. Heinrich Ferstel, samt på Wien Universitet, hvor han fulgte studieretningerne, arkæologi, anatomi og kunsthistorie. Studierejser førte ham bl.a. til Grækenland, Frankrig og Ægypten, hvor han i byer studerede de aspekter, der i byrummet gjorde byer indbydende. Fra 1871 til 1873 var Camillo Sitte ansat i sin fars byggefirma og fra 1875 overtog han ledelsen af Salzburger Staatsgewerbeschule'. Fra 1883 læste han på Wiener Staatsgewerbeschule, som han blev leder af fra 1889. I 1903 døde Sitte af et slagtilfælde.
Camillo Sitte beskæftigede sig med kulturteori, som omhandlede fagene filosofi, kunst, videnskab og politik, og han anså arkitektur som en proces af kultur og menneskelig påvirkning. I 1889 udgav han værket Der Städtebau nach seinen künstlerischen Grundsätzen, som vakte opmærksomhed inden for byplanlægning. Den rigt illustrerede bog viste ved hjælp af eksempler fra middelalderlige byer den kunstneriske byplanlægnings muligheder og vendte sig bort fra den tids pragmatiske og hygiejniske byplanlægning. Dermed var han en af de første udgivere, der i industrialiseringens tidsalder beskæftigede sig teoretisk med bygningsmæssig-æstetiske mål for byplanlægningen. Han blev derfor også betegnet som "genopfinderen af by-bygningskunsten". Han fremhævede bl.a. vigtigheden af en uregelmæssig pladsstruktur som forsamlingssteder, som bl.a. gennem kunstneriske anlæg skulle skabe atmosfære i byen.

## Byplanlægning efter kunstneriske principper
Sittes værk fra 1889 er ikke en egentlig kritik af arkitekturens former, men er snarere en kritik af slutningen af det 19. århundredes urbanisme. Bogen fokuserer først og fremmest på byplanlægning, men har haft stor indflydelse på arkitektur, idet disse to begrebet hænger nøje sammen. Bogen var populær i sin samtid, og mellem 1889 og 1922 blev bogen redigeret fem gange. Den blev oversat til fransk i 1902, men blev først oversat til engelsk i 1945.
For Sitte var det ikke den enkelte bygnings arkitektoniske form men den helhed og kvalitet, som bygningerne skaber i samspil i det bymæssige rum. Athen og oldtidens Grækenland med deres agora og forum var hans foretrukne eksempler på gode urbane rum. Han gennemførte studier af de rummelige strukturer i byerne, såsom pladser og monumenter og konfronterede deres levende skønhed og kreativitet med steriliteten i de nye rum.
Hans teorier fik stor indflydelse på flere byudvikler som f.eks. Karl Henrici og Theodor Fischer. Modernistiske bevægelser afviste imidlertid tankerne og Le Corbusier tilbageviste energisk Sittes værk.

## Ærestegn
- Camillo Sitte har en æresgrav på Wiener Zentralfriedhof
- Höhere Technische Bundeslehr- und Versuchsanstalt Wien III (Camillo Sitte Lehranstalt) i Wiens 3. Bezirk er opkaldt efter Sitte
- I 1913 blev Camillo-Sitte-Gasse i Wiens 5. Bezirk opkaldt efter Sitte
- Han har modtaget flere ærebevisninger, bl.a. ridderkorset af 1. klasse af den østrigske fortjenstorden
- Camillo Sitte er udnævnt til æresborger i den mæhriske by Priwoz

## Udgivelser
- Der Städtebau nach seinen künstlerischen Grundsätzen. Birkhäuser, Basel 2002, ISBN 3-7643-6692-3
- Gesamtausgabe. Schriften und Projekte. Hrsg. v. Klaus Semsroth, Michael Mönninger und Christine Crasemann-Collins. 6 Bände. Böhlau, Wien 2003–2007